# Tanna japonensis
Tanna japonensis és una espècie d'hemípter auquenorrinc de la família dels cicàdids, conegut coma a higurashi (蜩, 茅蜩, ひぐらし). Es distribueix per l'est d'Àsia, i és més comú al Japó. El seu crit estrident pot ser escoltat més sovint al matí i de nit.
| So de la T. japonensis                                                       |
|                                                                              |
| Hayano Cemetery Park, Kawasaki, Kanagawa, Japó, 6:40PM 17 de juliol del 2011 |
|                                                                              |

El seu nom kanji prové del símbol utilitzat per referir-se al miscanthus, un tipus de jonc sobre el qual viu. Al Japó se l'anomena kanakana (カナカナ) a causa del so que produeix.
El cos del mascle adult mesura de 28 a 38 mm, mentre que el de la femella mesura de 21 a 25 mm. L'abdomen del mascle és més gran i més gruixut que el de la femella, per la qual cosa és fàcil distingir-los entre si. A més, la cavitat intra-abdominal del mascle es troba més desenvolupada, fent un so més ressonant.

El cos és de color vermellós-marró amb verd al voltant de l'ull i al centre i part posterior del tòrax.
El paràsit Epipomponia nawai utilitza a aquest animal per dipositar sobre ell una gran quantitat d'ous. T. japonensis també pot ser atacada per les mosques.